# Тъмен поен ястреб
Тъмен поен ястреб (Melierax metabates) е вид птица от семейство Ястребови (Accipitridae).

## Разпространение и местообитание
Разпространен е в Ангола, Бенин, Ботсвана, Буркина Фасо, Бурунди, Гамбия, Гана, Гвинея, Гвинея-Бисау, Джибути, Еритрея, Етиопия, Замбия, Зимбабве, Йемен, Камерун, Кения, Демократична република Конго, Република Конго, Кот д'Ивоар, Мавритания, Малави, Мали, Мароко, Мозамбик, Намибия, Нигер, Нигерия, Саудитска Арабия, Сенегал, Судан, Танзания, Того, Уганда, Централноафриканската република, Чад, Южен Судан и Южна Африка.